# 加藤高明
加藤 高明（かとう たかあき、旧字体：加藤󠄁 高明󠄁、1860年1月25日〈安政7年1月3日〉- 1926年〈大正15年〉1月28日）は、日本の外交官、政治家。位階勲等爵位は正二位大勲位伯爵。学位は法学士（東京大学・1881年）。
外務大臣（第15・18・25・27代）、貴族院議員、衆議院議員（2期）、内閣総理大臣（第24代）、憲政会総裁（初代）などを歴任した。

## 生涯

### 財界への歩み
尾張藩の下級藩士である服部重文・久子夫妻の次男として生まれた。幼名は総吉（そうきち）。父は尾張海東郡佐屋（後の愛知県海部郡佐屋町、現在は愛知県愛西市）の代官の手代だった。明治5年（1872年）、祖母・加奈子の姉あい子の嫁ぎ先である加藤家に養子に入る。
明治7年（1874年）、叔母の夫で裁判官の安井譲（維新前は尾張藩の船奉行）の薦めで高明と改名。
名古屋藩立洋学校（愛知県洋学校、後の旧制愛知一中、現・愛知県立旭丘高校）を経て、明治7年（1874年）に東京外国語学校（現・東京外国語大学）に入学。明治14年（1881年）7月に東京大学法学部を首席で卒業し、法学士の学位を授与された。
その後三菱に入社しイギリスに渡る。帰国後は、三菱本社副支配人の地位につき、明治19年（1886年）岩崎弥太郎・喜勢夫妻の長女・春路と結婚。このことから後に政敵から「三菱の大番頭」と皮肉られる。

### 財界から官界、政界へ

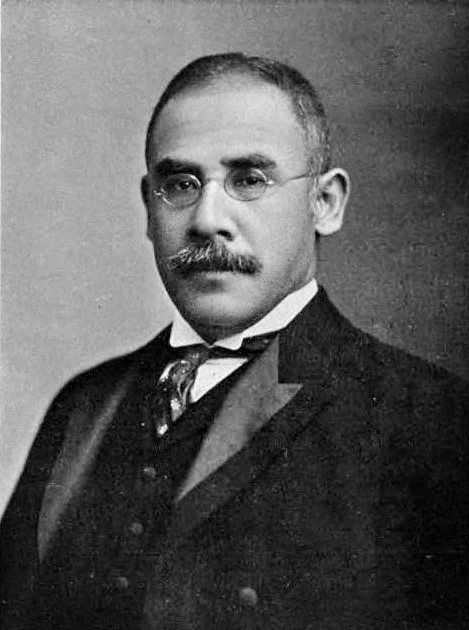
ロンドン公使時代

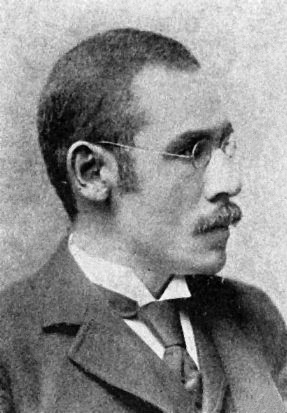
外務大臣時代

明治20年（1887年）より官界入りし、外相・大隈重信の秘書官兼政務課長や駐英公使を歴任。
明治33年（1900年）には第4次伊藤内閣の外相に就任し、日英同盟の推進などに尽力した。その後、東京日日新聞（後の毎日新聞）社長、第1次西園寺内閣の外相、駐英公使、第3次桂内閣の外相を歴任する。その間、衆議院議員を2期務め（第7回総選挙・高知県郡部、第8回総選挙・神奈川県横浜市）、後に貴族院勅選議員に勅任された。
大正2年（1913年）、桂太郎の主導による立憲同志会の結成に参画する。同志会の成立を待つことなく桂が急死したため、同志会はいったん総務の合議による集団指導体制をとるも、のちに党大会で加藤が立憲同志会総理（党首）に選出された。翌年第2次大隈内閣の外相として、第一次世界大戦への参戦、対華21ヶ条要求などに辣腕を振るった。大隈退陣後は、同志会と中正会が合同して成立した憲政会の総裁として元老政治の打破・選挙権拡張をめざす。大隈内閣の外交政策を一手に握る加藤に対して、立憲政友会の西園寺公望や原敬からは殊に対華21ヶ条要求への批判が強まった。
総選挙のたびに議席数を減らすなど加藤の党運営は平坦な道のりではなく、「苦節十年」と呼ばれる長期の在野生活を送った。1922年高橋内閣総辞職の際に、後継総理の候補として「加藤友三郎が辞退した場合には、加藤高明を後継総理とする」案（加藤にあらずんば加藤）が元老会議で出されたことがあったが、これを知った立憲政友会は高明の組閣を阻止するため、辞退を決意していた友三郎を説得して翻意させ加藤友三郎内閣が成立したため政権獲得は1924年まで遠ざかる。

### 組閣以降

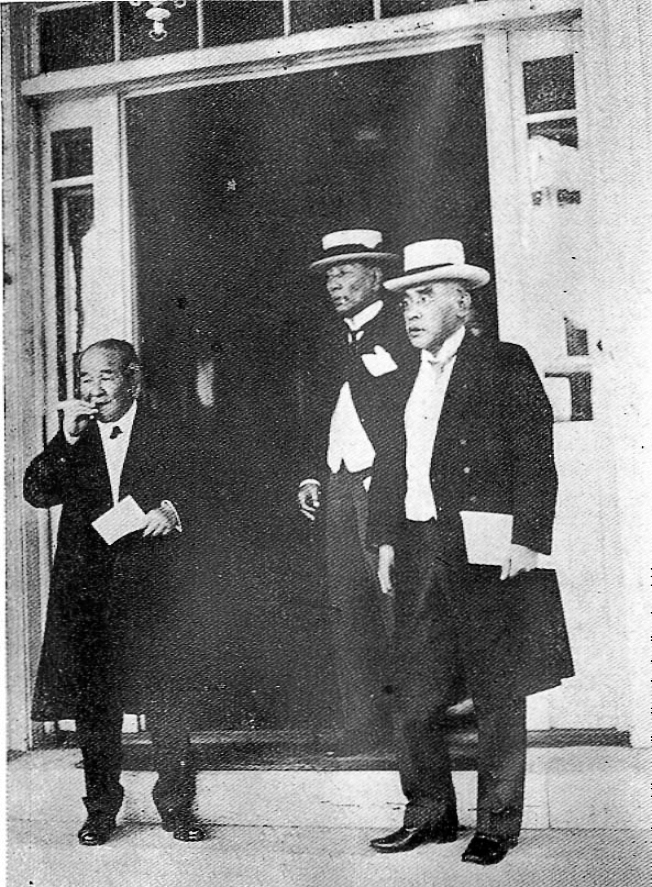
帝都復興審議会委員の渋沢栄一（左）、伊東巳代治（中央）と

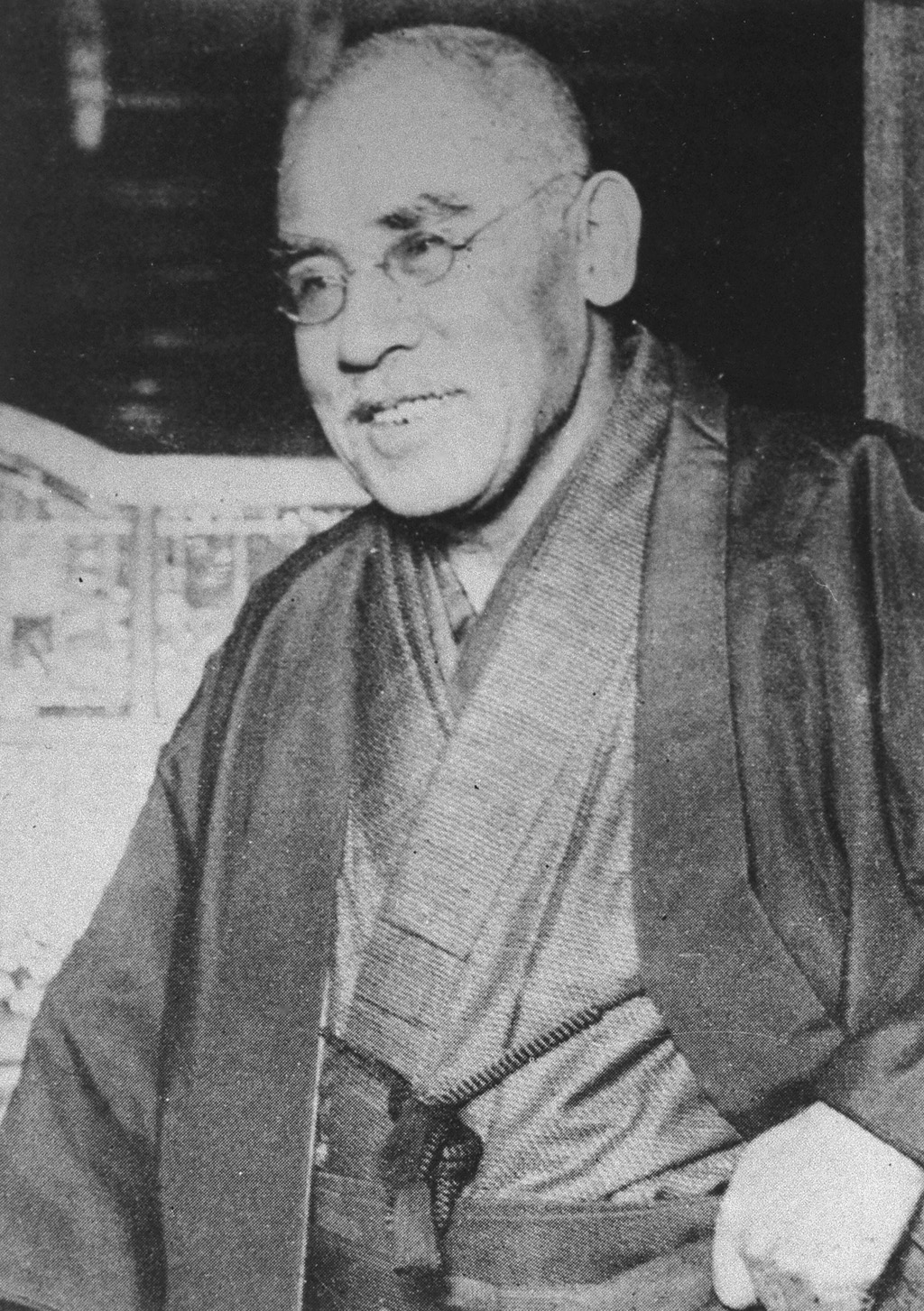
和服を着用した加藤

第二次護憲運動の高まりを受けた第15回衆議院議員総選挙で護憲三派勢力が圧勝したため、清浦奎吾首相は辞意を表明し清浦内閣は退陣、大命降下を受けた加藤は大正13年（1924年）6月11日、立憲政友会、憲政会、革新倶楽部からなる護憲三派内閣を率いる内閣総理大臣となった。加藤は初の東京帝国大学出身の首相である。選挙公約であった普通選挙法を成立させ、日ソ基本条約を締結しソ連と国交を樹立するなど、成果をあげた。しかし一方では共産党対策から治安維持法を成立させた。
この法規は後に言論弾圧の口実として使われ、特に戦時中に乱用されたとして治安維持法反対派からは強く批判されている。一方で治安維持法擁護派からはこの時期に労働運動が多発しており、またロシア革命の影響から普通選挙法によって共産主義が爆発的に広がる可能性もあったことから出されたもので、治安維持法とのセットでないと普通選挙法案が貴族院で否決された可能性も高く、当時の各国も同様の法規を有していたことからやむを得ぬものであったとする意見もある。また、宇垣軍縮に見られるような陸軍の軍縮を進める一方で陸軍現役将校学校配属令を公布し、中等学校以上における学校教練を創設した。
加藤高明内閣は高橋是清、若槻禮次郎、濱口雄幸、幣原喜重郎、犬養毅を擁し、以降7代、衆議院の多数政党が内閣を交互に組織する「憲政の常道」が確立され、この慣習は五・一五事件まで続いた。

### 晩年

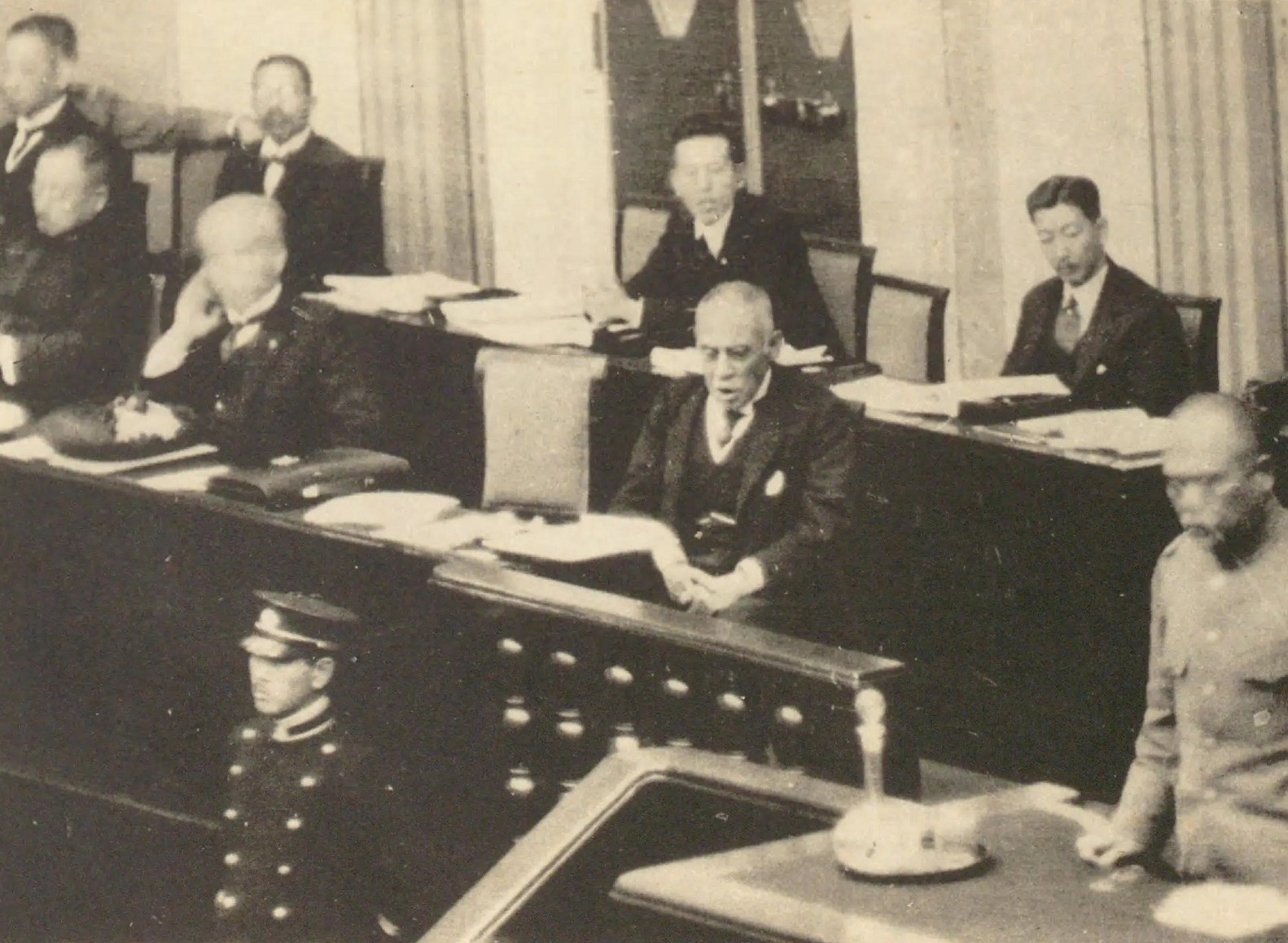
1926年1月22日、帝国議会で最後に登壇中の加藤

翌年、憲政会と政友会のつなぎ役であった司法大臣・横田千之助が急死すると、政友会と憲政会は内紛を起こして護憲三派連立は崩れて加藤内閣は崩壊する。だが、元老の西園寺公望は自らが次の政友会内閣の首班に期待していた横田が没するとたちまちその遺志を踏みにじって護憲三派を崩壊させた政友会に失望して、個人的には好意的ではなかった加藤に政権を続投させる決断をした。これを受けて大正14年（1925年）8月2日、加藤の憲政会単独内閣となる。
1926年1月22日、加藤は帝国議会内で肺炎をこじらせて倒れ、そのまま6日後に66歳にて死去。現役首相の病死は加藤高明の他に加藤友三郎、大平正芳のみである。この年加藤はノーベル賞推薦人として渋沢栄一をノーベル平和賞に推薦した。墓所は青山霊園(1ロ8-1)。
加藤の没後、若槻禮次郎が内閣総理大臣臨時代理を経て組閣の大命を受けて第1次若槻内閣を組閣した。同年1926年末には大正天皇が崩御し、昭和へと時代が移り変わった。
名古屋市昭和区の鶴舞公園内には、普通選挙法成立を記念して建てられた普選記念壇がある。同園内には加藤の銅像も建っていた（1928年建立）が太平洋戦争の金属供出令により取り壊され、現在は台座のみが残る。

## 人物
- 西園寺公望は加藤のことを大久保利通、木戸孝允、伊藤博文とならべて「一角の人物であった」と述べるなど高く評価していた[14]。
- 駐英大使として在任中であった明治末期に、自らの見聞をもとに英国の政治・経済・社会を解説・論評した『滞英偶感』を時事新報に連載した。匿名でのレポートであった。

## 家族
妻は岩崎弥太郎の長女・春路。春路との間に3人の子供がいる。長女・悦子は岡部長景の妻。長男は早世。次男・厚太郎は三菱合資会社・三菱銀行に勤務した後三菱系の損害保険会社・東明火災海上保険（現・日新火災海上保険）の取締役を務めた。厚太郎の妻は元宮内省大膳頭・上野季三郎の三女。そのため服部金太郎の長男で服部時計店の2代目社長を務めた服部玄三は厚太郎の義兄にあたり、元神宮大宮司の佐佐木行忠と元九州朝日放送会長の團伊能は厚太郎の義弟にあたる。新選組隊士佐野七五三之助は母方の伯父にあたる。

## 栄典・授章・授賞
位階

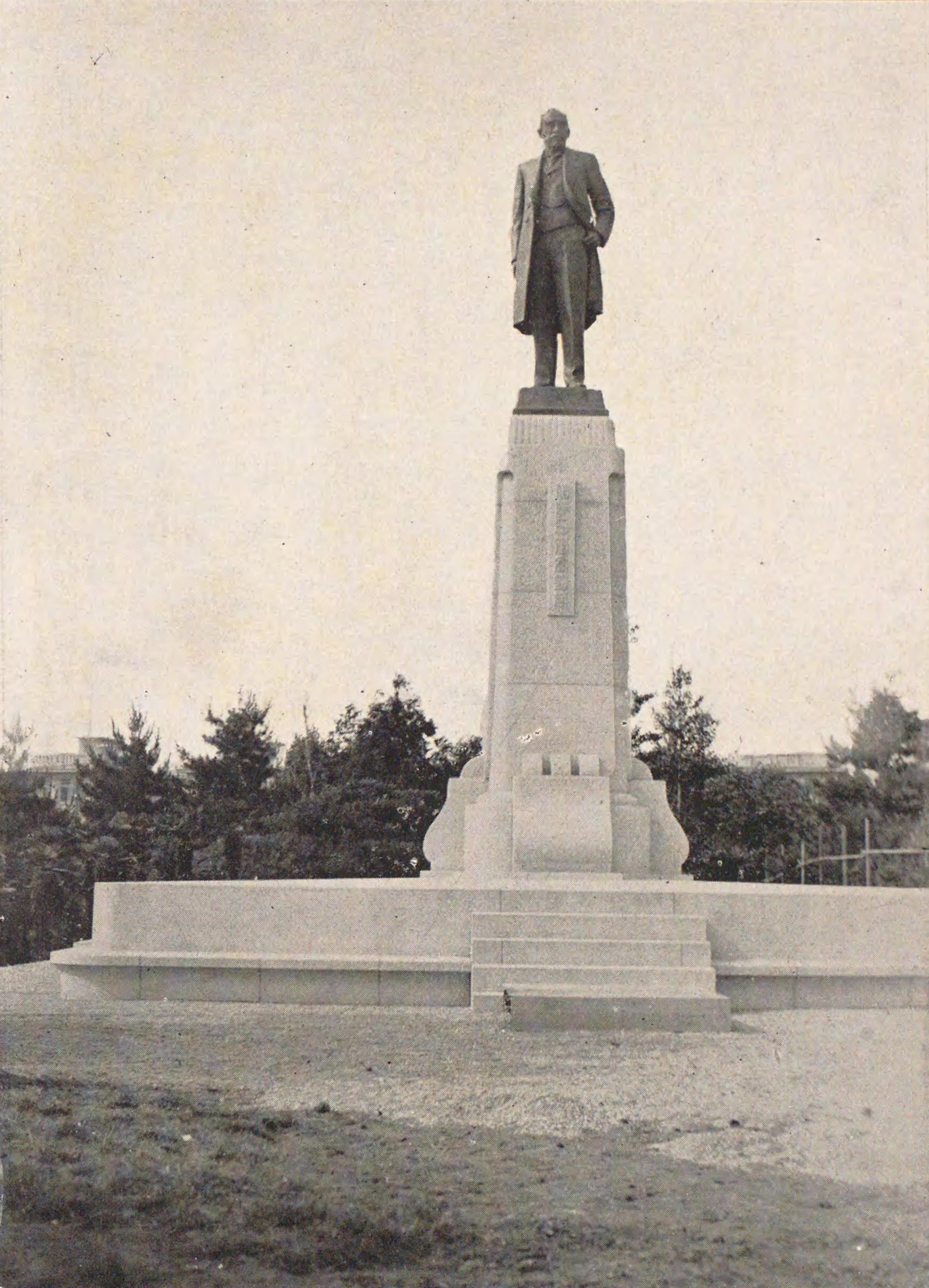
鶴舞公園内に建っていた加藤高明像（朝倉文夫作）

- 1890年（明治23年）1月28日 - 従五位[20]
- 1892年（明治25年）9月26日 - 正五位[21]
- 1894年（明治27年）10月10日 - 従四位[22]
- 1900年（明治33年）2月20日 - 正四位[23]
- 1910年（明治43年）12月20日 - 従三位[24]
- 1913年（大正2年）2月28日 - 正三位[25]
- 1926年（大正15年）1月28日 - 正二位[26]

爵位
- 1911年（明治44年）8月24日 - 男爵[27]
- 1916年（大正5年）7月14日 - 子爵[28]
- 1926年（大正15年）1月28日 - 伯爵[26]

勲章など
| 受章年                     | 略綬 | 勲章名                   | 備考 |
| -------------------------- | ---- | ------------------------ | ---- |
| 1889年（明治22年）11月29日 |      | 大日本帝国憲法発布記念章 |      |
| 1895年（明治28年）10月31日 |      | 勲三等旭日中綬章         |      |
| 1898年（明治31年）6月15日  |      | 勲二等瑞宝章             |      |
| 1902年（明治35年）12月28日 |      | 勲一等瑞宝章             |      |
| 1911年（明治44年）8月24日  |      | 旭日大綬章               |      |
| 1912年（大正元年）8月1日   |      | 韓国併合記念章           |      |
| 1915年（大正4年）11月10日  |      | 大礼記念章（大正）       |      |
| 1916年（大正5年）7月14日   |      | 旭日桐花大綬章           |      |
| 1926年（大正15年）1月28日  |      | 大勲位菊花大綬章         |      |
| 1926年（大正15年）1月28日  |      | 帝都復興記念章           |      |

外国勲章佩用允許
| 受章年                     | 国籍         | 略綬 | 勲章名                           | 備考 |
| -------------------------- | ------------ | ---- | -------------------------------- | ---- |
| 1897年（明治30年）10月20日 | イギリス帝国 |      | 銀製ジュビリー記念章             |      |
| 1907年（明治40年）2月1日   | 大清帝国     |      | 頭等第三双竜宝星                 |      |
| 1911年（明治44年）10月5日  | イギリス帝国 |      | イギリス皇帝皇后両陛下戴冠記念章 |      |

## 伝記
- 復刻 『歴代総理大臣伝記叢書15　加藤高明』　御厨貴、ゆまに書房、2006年（平成18年）
- 復刻 『伝記・加藤高明　上下巻』　伊藤正徳編、大空社：伝記叢書、1995年（平成7年）
- 近藤操 『日本宰相列伝10　加藤高明』　時事通信社、1986年（昭和61年）
- 奈良岡聡智[注釈 8] 『加藤高明と政党政治　二大政党制への道』　山川出版社、2006年（平成18年）
- 櫻井良樹『加藤高明　主義主張を枉ぐるな』 ミネルヴァ書房〈ミネルヴァ日本評伝選〉、2013年（平成25年）

## 関連作品
テレビドラマ
- 青天を衝け（2021年、NHK大河ドラマ、演：天田暦）